# Małgorzata Kałużyńska
Małgorzata Kałużyńska – polska urzędniczka. 

## Życiorys
Małgorzata Kałużyńska pracowała w Komitecie Integracji Europejskiej. Następnie kierowała Departamentem Ekonomicznym Unii Europejskiej, najpierw w ramach Ministerstwa Spraw Zagranicznych, następnie zaś w strukturze Kancelarii Prezesa Rady Ministrów.

## Odznaczenia
- Złoty Krzyż Zasługi (2011)[4]
- Krzyż Kawalerski Orderu Odrodzenia Polski (2019)[5]